# Einhornia venturaensis
Einhornia venturaensis är en mossdjursart som först beskrevs av Banta och Crosby 1994.  Einhornia venturaensis ingår i släktet Einhornia och familjen Electridae. Inga underarter finns listade i Catalogue of Life.